# Walter Parry Haskett Smith
Walter Parry Haskett Smith est souvent appelé « le père de l'escalade ». Né en 1859 à Bognor Regis en Angleterre, fils d'un riche propriétaire, il suit l'école Eton College où il excelle en athlétisme avant de s'inscrire au Trinity College de l'Université d'Oxford.

## Biographie
À Oxford il étudie le droit et poursuit le chemin prometteur de l'athlétisme, notamment en réussissant une fois le record mondial (non officiel) de saut en longueur de 25 pieds (8,12 mètres). À l'université d'Aber en 1880, Haskett Smith s'intéresse à explorer les falaises locales et en 1881.  il voyage à Lake District et prend une chambre à l'auberge de Wasdale Head (en). Il y reste deux mois, y rencontre Frederick Herman Bowring, un « baroudeur » des reliefs de quarante ans son ainé et devient par essence son protégé. Bowring était également un athlète de son temps à l'université et atteint la distance de 21 pieds au saut en longueur dans les années 1840.

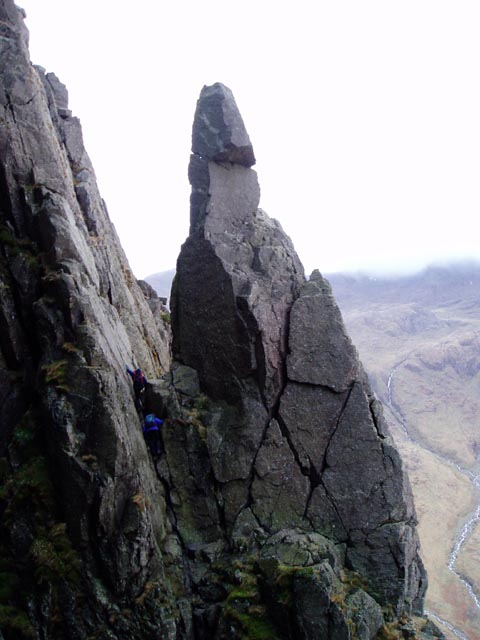
Napes Needle, le fameux éperon rocheux.

L'été suivant, Haskett Smith commence à enregistrer ses performances ; celle-ci s'apparente davantage à de l'escalade qu'à du « crapahutage » engagé des générations précédentes. Son ascension la plus connue date de 1886 lors de sa première ascension de Napes Needle (en) qu'il réussit de lui-même sans point d'assurage évitant l'usage des cordes, piques et échelles nécessaires pour les escalades inférieures. Son style d'escalade est musclé et gymnique, similaire à celui de Owen Glynne Jones (en), son successeur. 
Il dévoue sa vie à l'étymologie et aux connaissances passées ; Haskett Smith apprécie également produire des récits d'escalade pleins d'esprit à propos de sa passion.

## Ouvrages
- (en) Climbing in the British Isles, 1894,  (ISBN 9781231055540)
- (en) Climbing in the British Isles vol.  2,   (ISBN 9781151978356)